# Młyn w Miłocicach
Młyn w Miłocicach – młyn zlokalizowany na terenie wsi Miłocice, przy granicy miasta Słomniki (województwo małopolskie), nad rzeką Szreniawą.

## Historia
Młyn zbudowano w pierwszej połowie XX wieku, jako wodny, a potem przebudowano na wodno-elektryczny (turbinowy). Gwiazda Dawida zlokalizowana w najwyższym (okrągłym) oknie szczytu od strony Słomnik świadczy o tym, że należał on do rodziny żydowskiej (do II wojny światowej). 

## Architektura
Obiekt jest murowany i ma cztery kondygnacje. Jaz jest betonowy, jednokomorowy z dwiema drewnianymi zasuwami. Turbinownia jest drewniano-ceglana z pionową turbiną Francisa. Podwójne mlewniki walcowe pochodzą z lat 40. XX wieku. Odsiewacze są płaskie, elewator czerpakowy, aspiracja ssąca, kosze zasypowe i skrzynie na mąkę drewniane.